# Zustandsraum (Thermodynamik)
In der Thermodynamik ist ein thermodynamischer Zustandsraum {\displaystyle Z} ein Teil eines mathematischen Modells für ein thermodynamisches System. Die Elemente eines Zustandsraums entsprechen den makroskopischen Zuständen des thermodynamischen Systems. Diese Zustände werden durch makroskopische Merkmale gekennzeichnet, die mit Methoden aus Vortheorien, wie Mechanik und Elektrodynamik, feststellbar sein müssen. Beispiele für derartige Merkmale sind der Druck, das Volumen oder die Magnetisierung.

Zustandsdiagramm für Wasser

In der Thermostatik werden meist ausschließlich die Gleichgewichtszustände einfacher thermodynamischer Systeme untersucht. In diesem Fall bleibt auch der Zustandsraum oft auf die Menge der Gleichgewichtszustände des Systems eingeschränkt, hier mit {\displaystyle Z_{g}} bezeichnet. Für einfache Systeme ist dann ein Gebiet des n-dimensionalen reellen Raumes {\displaystyle \mathbb {R} ^{n}} als Zustandsraum ausreichend. So wird für das System einer bestimmten Stoffmenge eines Reinstoffes in einem Behälter ein Gebiet des zweidimensionalen {\displaystyle \mathbb {R} ^{2}} benutzt. Der einem Gleichgewichtszustand des Systems entsprechende Punkt dieses Gebietes kann etwa durch den Druck auf die Behälterwand und das Volumen des Behälters als Koordinaten gekennzeichnet werden, alternativ können auch die Temperatur und Volumen oder andere geeignete Größenpaare als Koordinaten gewählt werden. Die Wahl von geeigneten Koordinaten für die Punkte im Zustandsraum hängt von den Fragestellungen bei einer thermodynamischen Untersuchung ab.
Ein Phasendiagramm ist eine Projektion eines Zustandsraumes für ein einfaches System auf zwei Koordinaten. In ihm lassen sich die zusammenhängende Bereiche von Zuständen gleicher Phase veranschaulichen. Der zwei-dimensionale Raum der Gleichgewichts-Zustände eines Reinstoffes wird auch oft in einer Zustandsdiagramm genannten perspektivischen 3-D-Zeichnung veranschaulicht. Hierbei wird die funktionale Abhängigkeit einer Zustandsgröße, etwa des Drucks, über zwei Koordinaten, etwa das Volumen und die Temperatur, als gekrümmte Fläche dargestellt. Verschiedene Phasen sind dann unterschiedlichen Regionen dieser Fläche zugeordnet.
In der Thermodynamik irreversibler Prozesse, in welcher zum Beispiel der Wärmetransport in ausgedehnten Körpern untersucht wird, ist der Zustandsraum ein in der Regel unendlichdimensionaler Funktionenraum. Beim Wärmetransport ist etwa das Temperaturfeld ein Element dieses Zustandsraums; die Temperatur wird dabei als eine Funktion des Ortes und der Zeit betrachtet.